# Raoul Anthony
Raoul Anthony (teljes neve: Raoul-Louis-Ferdinand Anthony) (Châteaulin, 1874. október 12. – Quimper, 1941. szeptember 1.) francia orvos, katonaorvos, antropológus, egyetemi tanár.

## Élete
Anthony Châteaulin-ben született 1874. október 12-én. Középiskolai tanulmányait a Quimperi Líceumban végezte. Apja, Louis Anthony szintén orvos volt.
A l’école de santé militaire de Lyon-ban katonaorvosi tanulmányokat végzett. 1896-ban szerezte orvosdoktori címét. 1905-ben az orvostudományok doktora (DSc) tudományos fokozatot nyerte el Párizsban. Az antropológia mellett zoológiában, a nyelvekben és a történelemben is járatos volt.
1941. szeptember 1-jén Quimperben hunyt el, és Châteaulin-ben temették el.

## Művei

### Könyve
- Anthony, Raoul. Identification et Étude des Ossements des Rois de Navarre inhumés dans la Cathédrale de Lescar (francia nyelven). Párizs: Masson (1931). Hozzáférés ideje: 2015. március 27.

### Doktori értekezése
- Anthony, Raoul: Du sternum et de ses connexions avec le membre thoracique dans la série des mammifères, doktori értekezés, Lyoni Egyetem, 1896.